# Ihar Subko
Ihar Aljaksandrawitsch Subko (belarussisch Ігар Аляксандравіч Зубко, international nach World-Athletics-Schreibweise englisch Ihar Zubko; * 14. Januar 1999 in Hrodna) ist ein belarussischer Sprinter, der sich auf den 400-Meter-Lauf spezialisiert hat.

## Karriere
Erste internationale Erfahrungen sammelte Ihar Subko beim Europäischen Olympischen Jugendfestival (EYOF) 2015 in Tiflis, bei dem er in 47,44 s die Goldmedaille im 400-Meter-Lauf gewann. Im Jahr darauf siegte er dann auch bei den erstmals ausgetragenen Jugendeuropameisterschaften ebendort in 47,16 s. 2019 nahm er mit der Mixed-Staffel an den Europaspielen in Minsk teil und belegte dort in 3:19,91 min den sechsten Platz. Bei den World Athletics Relays 2021 im polnischen Chorzów verpasste er mit neuem Landesrekord von 3:19,73 min den Finaleinzug in der Mixed-Staffel.
2017 und 2019 gewann Subko jeweils im 4-mal-400-Meter-Staffellauf bei belarussischen Meisterschaften sowie 2020 mit der gemischten 4-mal-400-Meter-Staffel.

## Persönliche Bestleistungen
- 400 Meter: 47,09 s, 1. August 2020 in Minsk
  - 400 Meter (Halle): 48,19 s, 12. Februar 2021 in Mahiljou